# Semenivka, Korostîșiv
Semenivka (în ucraineană Семенівка) este un sat în comuna Zdvîjka din raionul Korostîșiv, regiunea Jîtomîr, Ucraina.

## Demografie
Componența lingvistică a localității Semenivka
     Ucraineană (100%)
Conform recensământului din 2001, toată populația localității Semenivka era vorbitoare de ucraineană (100%).